# カレリア学徒会

カレリア学徒会のポスター

カレリア学徒会(Akateeminen Karjala-Seura, AKS)はフィンランド人民族主義者やフィン・ウゴル国家の活動家からなる組織である。新しく独立したフィンランドの成長と発展を目的としており、1922年にヘルシンキ大学の学者や学生らにより設立された。そのメンバーは、陸軍将校団の中だけでなく、時の学術界においても影響力ある地位を保持していた。AKSは、1920年代半ばから、継続戦争の余波で解散させられる1944年まで、ヘルシンキ大学の学生自治会を制御下に収めていた。

## イデオロギー的根源
AKSの政治的及び哲学的イデオロギーは、19世紀のフェンノマン運動の創始者ユーハン・ヴィルヘルム・スネルマンに起源を持っている。彼は強い国民国家と、フィンランド語をフィンランド人の文化的生活の中心に置くことの必要性を強調した。その当時、フィンランドでは、スウェーデン語が支配的であったためである。
AKSの民族主義的イデオロギーは、十四か条の平和原則における民族自決の議論にも根拠を置いている。また、フィンランド内戦の経験が、その当時の民族主義サークルに根深い反共感情を植え付けた。AKSが使ったの一つのスローガンに"Pirua ja ryssää vastaan!"(悪魔とロシア人に対抗せよ！)がある。悪魔とは、AKSの主たる敵であった社会主義者や共産主義者のことを指している。イタリアのファシズム運動に近い考え方を保持しながらも、外国からの影響はなかった。AKSはローマ進軍以前である1922年2月に設立されたのであり、その起源は純粋に国内に由来している。AKSはエリアス・シモヨキ、エリッキ・ライッコネン、レイノ・ヴァハカッリオによって設立された。

## カレリア
AKSの設立者の多くはカレリア戦争の兵役経験者であり、ソ連領内のカレリア語話者が置かれた苦境について知っていた。カレリア人は、フィンランド民族の一部であるとみなされており、彼らの運命はAKSにとっても極めて重要なことであった。AKSの計画は、彼らの主要な要求を軸として展開した。つまりは、ソビエト・ロシアからの東カレリアの獲得とカレリア民族の解放である。この目的への取り組みは、主に大衆の注意をこの問題に向け続けるための宣伝努力によって行われた。
AKSはまた、ソビエト・ロシアのフィン系マイノリティや難民への組織的な援助や、北スウェーデンやノルウェーのフィンランド話者マイノリティへを支援する文化的努力を促進した。彼らは、また、新しく独立したフィンランドやエストニア間の友好関係を養う取り組みも行った。ハンガリー間ともエストニアと比べれば、消極的だったが、取り組みは行われた。

## AKSの国内政策
国内で、AKSは軍拡や社会主義者の厳しい取り締まりを断固として主張していた。しかし、同時に、民族共同体の利益のために、労働者階級の地位の向上の必要性も強調した。また、特に国内の大学や、行政機構でフィンランド語を第一言語にするための取り組みに深くコミットした。当初は民主主義に対しては両義的な態度をとっていたが、ヴィルホ・ヘラネン議長の下で、反民主主義を主張するようになった。
1930年代には、AKSは、極右政党の愛国者国民運動の同盟者となった。また、AKSはヴィハン・ヴェルィエトと呼ばれる戦闘的秘密結社と深い結びつきを維持した。ヴィハン・ヴェルィエトは実際にはAKSの内部組織であったと主張する著者もいるが、いずれにしろ十分な証拠はない。

## AKSの遺産
第二次大戦後、「ファシズム」というレッテルを貼られ、連合国統制委員会の命令により、1944年9月に公的に解散させられた。AKSに関する記録は、元々ヘルシンキ中心部の新学生寮に置かれていたが、重要でないと見なされ、メンバーによって秘匿されたり、破壊されたりした。その中には、最新の書簡、広報資料、手書きのエッセイ、AKSの活動初期に関連する文章などが含まれていた。
AKSは、少なからぬ学者、司教、ビジネスリーダー、将軍、政治家(ウルホ・ケッコネンなど)を輩出した。1939年～1940年, 1941年～1944年の戦争でのフィンランド軍の多くの将校は、AKSのメンバーであった。「1966までに、41人のAKSの元メンバーが、フィンランド軍の交換の地位に就いていた。」1968年には、フィンランドのルーテル派教会における、9分の7の司教がAKSの元メンバーであった。
リスト・アラプロによると、1970年代まで、AKSはフィンランドの主として文化的生活に影響を及ぼし続けていたという。

## 関連ページ
- フィンランドの極右

## 関連書籍
- Eskelinen, Heikki. (2004), "Me tahdoimme suureksi Suomenmaan". Akateemisen Karjala-Seuran historia I, English summary p. 382-385. WS Bookwell Oy.